# Bažináč (seriál)
Bažináč (v anglickém originále Swamp Thing) je americký hororový televizní seriál, natočený na námět komiksu Swamp Thing vydavatelství DC Comics. Jeho autory jsou Gary Dauberman a Mark Verheiden. Zveřejňován byl na streamovací platformě DC Universe v roce 2019, celkem vzniklo deset dílů.

## Příběh
V městečku Marais v Louisianě vypukne epidemie podivného smrtícího viru původem z místních bažin. CDC proto na místo vyšle tým vedený doktorkou Abby Arcaneovou, aby situaci prozkoumal a vyřešil. Abby se vrací do Marais, svého rodného města, po mnoha letech, ale někteří z místních obyvatel ji kvůli tragické minulosti příliš rádi nevidí. Doktorka se však spřátelí s vědcem Alekem Hollandem, který se zde věnuje studiu bažin, protože věří, že je na stopě důležitého tajemství, které se jich týká. Holland je však v močálech zabit a Abby sama začne zjišťovat, že se v bažinách dějí nejen nelegální činnosti, ale i velmi neobvyklé věci.

## Obsazení
- Crystal Reed (český dabing: Lucie Štěpánková) jako doktorka Abby Arcaneová
- Virginia Madsen (český dabing: ?) jako Maria Sunderlandová
- Andy Bean (český dabing: Ondřej Kavan) jako doktor Alec Holland
- Derek Mears (český dabing: ?) jako Bažináč (v originále Swamp Thing)
- Henderson Wade (český dabing: Filip Tomsa) jako policista Matt Cable
- Maria Sten (český dabing: ?) jako Liz Tremayneová
- Jeryl Prescott (český dabing: ?) jako jako Nimue Inwudu / Xanadu
- Jennifer Beals (český dabing: Stanislava Jachnická) jako šerifka Lucilia Cableová
- Will Patton (český dabing: Petr Štěpánek) jako Avery Sunderland

## Vysílání
| Řada | Díly | Zveřejnění v USA | Zveřejnění v USA | Premiéra v ČR  | Premiéra v ČR   |
| Řada | Díly | První díl        | Poslední díl     | První díl      | Poslední díl    |
| ---- | ---- | ---------------- | ---------------- | -------------- | --------------- |
| 1    | 10   | 31. května 2019  | 2. srpna 2019    | 19. ledna 2020 | 22. března 2020 |

Původně bylo objednáno 13 dílů, během produkce se ale vyskytly tvůrčí neshody, kvůli kterým byl počet epizod zredukován na deset. Úvodní díl byl zveřejněn 31. května 2019, ale necelý týden po jeho premiéře bylo dne 6. června 2019 oznámeno zrušení seriálu. Celá první série, která již byla zfilmována, však byla na službě DC Universe postupně zveřejněna. Poslední díl byl uveden 2. srpna 2019.